# بروس مک‌کندلس دوم
بروس مک‌کندلس دوم (به انگلیسی: Bruce McCandless II) فضانورد اهل کشور ایالات متحده آمریکا بود که در ۸ ژوئن ۱۹۳۷ میلادی در بوستون زاده شد و در ۲۱ دسامبر ۲۰۱۷ درگذشت. وی در مأموریت اس‌تی‌اس-۴۱-بی، اس‌تی‌اس-۳۱ حضور داشته‌است.

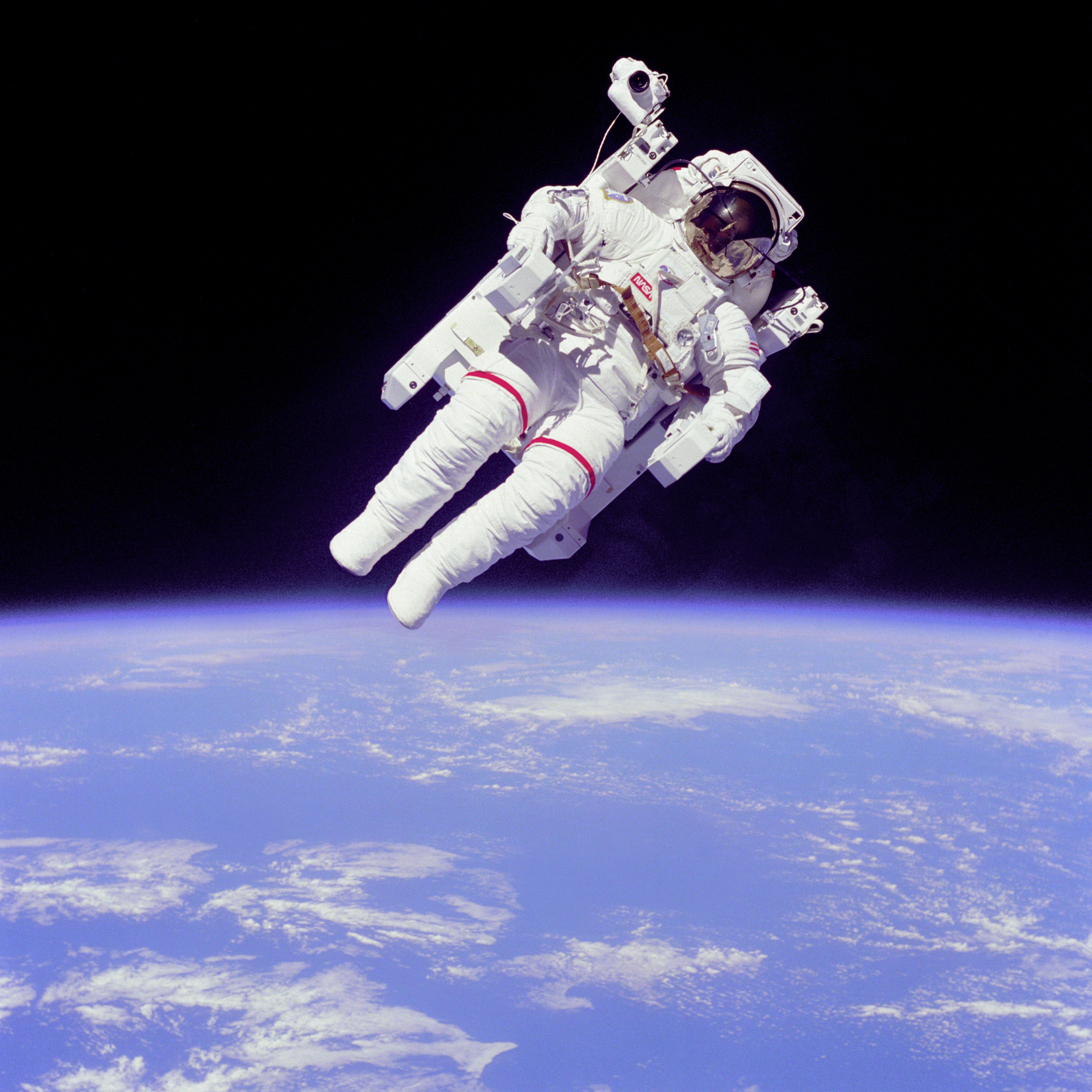
بروس مک‌کندلس دوم در حال راهپیمایی فضایی

در سال ۱۹۸۴، در طی اولین مأموریت از دو مأموریت شاتل فضایی خود، اولین راهپیمایی فضایی بدون اتصال را با استفاده از واحد مانور سرنشین دار انجام داد.